# Beto Ribeiro
Beto Ribeiro , youtuber do canal Beto Ribeiro sobre Crime, Comportamento Mistério, trabalhou no Grupo TV1, na Americanas.com e na Cyrela entre 1993 e 2008, onde atuou nas áreas de marketing das empresas.
Depois de deixar o mundo corporativo, Beto se tornou membro oficial do Emmy International com seu trabalho de escritor, roteirista, diretor e produtor executivo de TV.
Beto Ribeiro foi roteirista, narrador, apresentador e entrevistador do Investigação Criminal no canal Operação Policial. Agora, Beto Ribeiro está a frente de seu próprio canal Criminal, Beto Ribeiro - Crime, Comportamento e Mistério. Chamado de "Mestre do Truecrime" pela Folha de São Paulo. 

## Livros
- “Poder S.A. – Histórias do Mundo Corporativo” (2008 - Editora Universo dos Livros).[12][13][14] O livro já foi anunciado como uma futura série de TV[15] e nova edição revisada lançada em 2016.
- “Eu Odeio Meu Chefe” (2010 – Editora Universo dos Livros).[16][17] O livro se tornou série de TV em 2013 e foi ao ar pela PlayTV.[18]
- “Operação Policial” (2010 – Editora Marco Zero). Livro que nasceu da série homônima “Operação Policial”, no ar pelo canal Natgeo.[19]

## Séries de TV

### Realidade
- “Operação Policial” (Roteirista / Produtor Executivo) [20] - O programa também passou como “Operação de Risco”, na RedeTV. O “Operação Policial” está no ar pelo canal Natgeo[21] e já passou pela Trutv
- “Câmera em Ação” (Roteirista / Produtor Executivo) – Rede Record[22]
- “Brasil: Os Desafios de um país que você não conhece” (Roteirista / Produtor Executivo) – Trutv[23]
- “Socorro Imediato” (Roteirista / Produtor Executivo) – canais Bio[24] e Lifetime[25]
- “Mulheres em Ação” (Roteirista / Produtor Executivo) – Lifetime[26]
- “Anjos da Guarda” (Roteirista / Produtor Executivo) – canal Natgeo[27] e Netflix[28]
- “P.O.L.I.C.I.A” (Roteirista / Produtor Executivo) – canal AXN,[29] Netflix e Amazon Prime Video
- “Resgate 193” (Roteirista / Produtor Executivo) – Canal TruTV, Amazon Prime Video[30]
- “DH – Divisão de Homicídios” (Roteirista / Produtor Executivo) – Canal Investigação Discovery / Netflix / Amazon Prime Video[31]
- “Test Drive” (Roteirista / Produtor Executivo) – Canal Discovery Turbo, Amazon Prime Video[32]
- “Operação Policial - Nova Geração” (Roteirista / Produtor Executivo) – Canal Investigação Discovery, Amazon Prime Video, Youtube[33]
- “Show de Polícia” – Doc-Realidade - (Roteirista / Produtor Executivo) – Canal PlayTV[34]
- “Tunadas” – Doc-Realidade - (Roteirista / Produtor Executivo) – Canal Discovery Turbo, Amazon Prime Video

### Variedades
- “Os Szafirs” (Roteirista / Diretor / Produtor Executivo) – Canal E![35]
- “Prato do Dia” (Produtor Executivo) – TLC Discovery, Amazon Prime Video
- “Brazil CookBook” (Roteirista / Produtor Executivo) – Canal BBC, , Canal Sony, , Amazon Prime Video[36]
- “Torneios Brasil” (Roteirista / Produtor Executivo) – Canal PlayTV, CineBrasilTV , , Amazon Prime Video
- “Em Off” (Produtor Executivo) – Rede Record
- “Receitas Brasil” (Roteirista / Produtor Executivo) – Canal Sony, , Amazon Prime Video[37]
- “Show de Polícia” – Doc-Realidade - (Roteirista / Produtor Executivo) – Canal TLC, Amazon Prime Video[38]

### Game-Show
- “Os Hermanos Perdidos no Brasil” (Roteirista / Produtor Executivo) – Canal Futura e Amazon Prime Video,[39] BBC,[40] PLayTV[41] e Canal E!.[42]
- “Casting” (Roteirista / Produtor Executivo / Jurado) – Canal PlayTV[43]

### Séries Documentais
- “Terra Brasil” (Diretor / Roteirista / Produtor Executivo) – Canal Animal Planet / Netflix / Amazon Prime Video[44]
- “Anatomia do Crime” (Diretor / Roteirista / Produtor Executivo) – Canal Investigação Discovery / Netflix / Amazon Prime Video[45]
- “Geek” (Roteirista / Produtor Executivo) – Netflix / Canal PlayTV / Amazon Prime Video
- “Investigação Criminal” (Roteirista / Produtor Executivo / Entrevistador / Diretor) – Netflix / Canal A&E / Canal AXN /  [46][47][48]
- “Especiais Médicos” (Produtor Executivo / Diretor de Conteúdo) – Canal Discovery Home&Health / Amazon Prime Video[49]
- “Geekland” (Produtor Executivo) – TLC Discovery
- “Camisa Oficial” (Roteirista / Produtor Executivo) – Canal BBC[50]
- “Nos Campos do Holocausto” (Roteirista / Produtor Executivo) – Canal Discovery Civilization, Amazon Prime Video[51][52]
- “Hackers” – Doc-Realidade - (Roteirista / Produtor Executivo) – Canal PlayTV  / TLC / Amazon Prime Video[53]
- “Transplantes” – Doc-Realidade - (Roteirista / Diretor / Produtor Executivo) – Canal Discovery Civ  / Amazon Prime Video[53]
- “Fazendas Históricas” – Doc - (Roteirista / Produtor Executivo) – Canal Discovery Civ  / Amazon Prime Video[54]

### Ficção
- “A3” – Ficção - (Diretor / Roteirista / Produtor Executivo) – Canal PrimeBox[55] / Canal PrimeBOX / Amazon Prime Video
- “Filme B” (Diretor / Roteirista / Produtor Executivo) – Canal Brasil - 5 telefilmes: "A Bonequinha da Mamãe", "Entre Mortos e Vivos", "O Vampiro da Paulista", "A Van Assassina" e "Os Mutantes do Espaço" (Este último somente como Roteirista e Produtor Executivo) [56][57][58][59][60][61][62]
- “Gamebros” – Ficção - (Diretor / Roteirista / Produtor Executivo) – Canal PlayTV[63] / Canal PrimeBOX / Netflix
- “Velhas Amigas” – Ficção - (Diretor / Roteirista / Produtor Executivo) –  Canal PrimeBOX / Netflix
- “Os Amargos” (Roteirista / Produtor Executivo) – Canal E! Entertainment[64][65]
- “Muito Além do Medo” (Roteirista / Produtor Executivo) – Canal MGM e AMC / Amazon Prime Video[66][67]
- “Força de Elite” (Roteirista / Produtor Executivo) - Canal MGM e AMC / Amazon Prime Video[68][69]
- “Eu Odeio Meu Chefe!” (Roteirista / Produtor Executivo) – Canal PlayTV / Amazon Prime Video[70]
- “Os C&D” (Roteirista / Produtor Executivo) – Canal PlayTV / Amazon Prime Video[71]